# 多尼亚
多尼亚（義大利語：Dogna），是意大利乌迪内省的一个市镇。总面积70平方公里，人口211人，人口密度3.0人/平方公里（2009年）。ISTAT代码为030033。